# Peter Hussing
Peter Hussing est un boxeur ouest-allemand né le 15 mai 1948 à Brachbach et mort le 8 septembre 2012 dans la même ville.

## Carrière
Il remporte aux Jeux olympiques d'été de 1972 à Munich la médaille de bronze dans la catégorie poids lourds.

## Palmarès

### Jeux olympiques
- Médaille de bronze en +81 kg aux Jeux de 1972 à Munich,  Allemagne

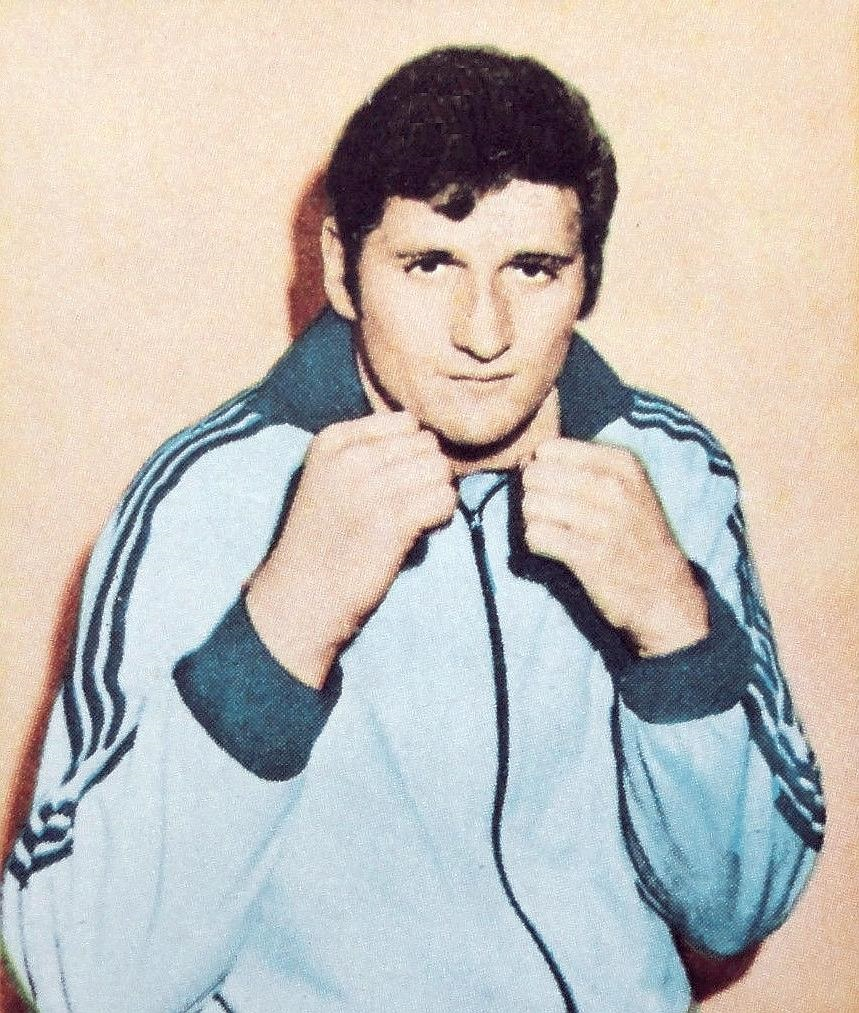
Peter Hussing en 1972.